# Clarissa House
Clarissa House es una actriz australiana, más conocida por haber interpretado a Beth Hunter en la serie Home and Away.

## Biografía
En 1987 se graduó de la prestigiosa escuela australiana National Institute of Dramatic Art (NIDA) con un grado en actuación.
Obtuvo una licenciatura en Artes en Periodismo y artes teatrales de la Universidad de Perth.

## Carrera
En 1992 apareció como invitada en la serie Neighbours donde interpretó a Simone Riley, la esposa de Roy Riley (Neil Melville).
El 17 de abril de 2003 se unió al elenco principal de la exitosa y popular serie australiana Home and Away donde interpretó a Beth Hunter hasta el 30 de enero de 2007 después de que su personaje tuviera un accidente automovilístico y muriera luego de que un camión chocara contra su coche mientras regresaba a la bahía después de haber ido a visitar a su hijo Scott Hunter (Kip Gamblin). Anteriormente había aparecido por primera vez en la serie en 2001 donde interpretó a Janice Angelo en el episodio # 1.3015.
En el 2008 apareció como invitada en la serie médica All Saints donde dio vida a Theresa Nielson. Anteriormente había aparecido por primera vez en el 2002 donde interpretó a Nicola Drummond en el episodio "Loose Lips".

## Filmografía
Series de televisión
| Año         | Título             | Personaje        | Notas                            |
| ----------- | ------------------ | ---------------- | -------------------------------- |
| 2008        | All Saints         | Theresa Nielson  | episodio "Under My Skin"         |
| 2003 - 2007 | Home and Away      | Beth Hunter      | 117 episodios                    |
| 2002        | Young Lions        | Dra. Helen Myles | episodio "Serial Killer: Part 1" |
| 2002        | White Collar Blue  | Julie Hudson     | episodio # 1.14                  |
| 2001        | Head Start         | Ms. Dean         | episodio "The Final Cut"         |
| 2000        | Murder Call        | Helen Pitman     | episodio "House of Spirits"      |
| 1997        | State Coroner      | Beth Dale        | episodio "A Bit of Asthma"       |
| 1996        | Medivac            | Tanya Williams   | 2 episodios                      |
| 1994        | A Country Practice | Dra. June Munroe | 2 episodios                      |
| 1994        | Janus              | Judy             | episodio "Without Prejudice"     |
| 1994        | Blue Heelers       | Val Copeland     | episodio "Armed and Dangerous"   |
| 1992        | Neighbours         | Simone Riley     | 2 episodios                      |

Películas
| Año  | Título                            | Personaje       | Notas                                                                                           |
| ---- | --------------------------------- | --------------- | ----------------------------------------------------------------------------------------------- |
| 2010 | Wicked Love: The Maria Korp Story | -               | junto a Rebecca Gibney, Vince Colosimo, Maya Stange, Jessica Tovey, Nathan Page y Ben Oxenbould |
| 1998 | Derwent Envy                      | Pammie (adulta) | junto a Carolyn Bock, Sarah Gardner y Tamara Saulwick                                           |

- Teatro.:

| Año  | Obra                        | Personaje | Director (a)     | Teatro            | Notas                                                                       |
| ---- | --------------------------- | --------- | ---------------- | ----------------- | --------------------------------------------------------------------------- |
| 2009 | The Return                  | -         | Jessica Tuckwell | Newtown Theatre   | junto a Emily Blatchford, Andrew Johnston, Alan Morris y Jamie Timony       |
| 1997 | Life During Wartime         | -         | Catherine Hill   | Athenaeum Theatre | junto a Jim Daly y Samuel Johnson                                           |
| 1987 | A Journey Through Peer Gynt | -         | Doreen Hogan     | Canberra Theatre  | junto a Stuart Bennett, Joseph Clements, Tara Morice y Christopher Stollery |
| 1987 | Over the Slip-rails         | -         | John Dicks       | Parade Theatre    | junto a Gunther Berghofer, Steve Kidd, Christopher Morsley y Janet Stanley  |